# Verteidigungsbezirkskommando 44

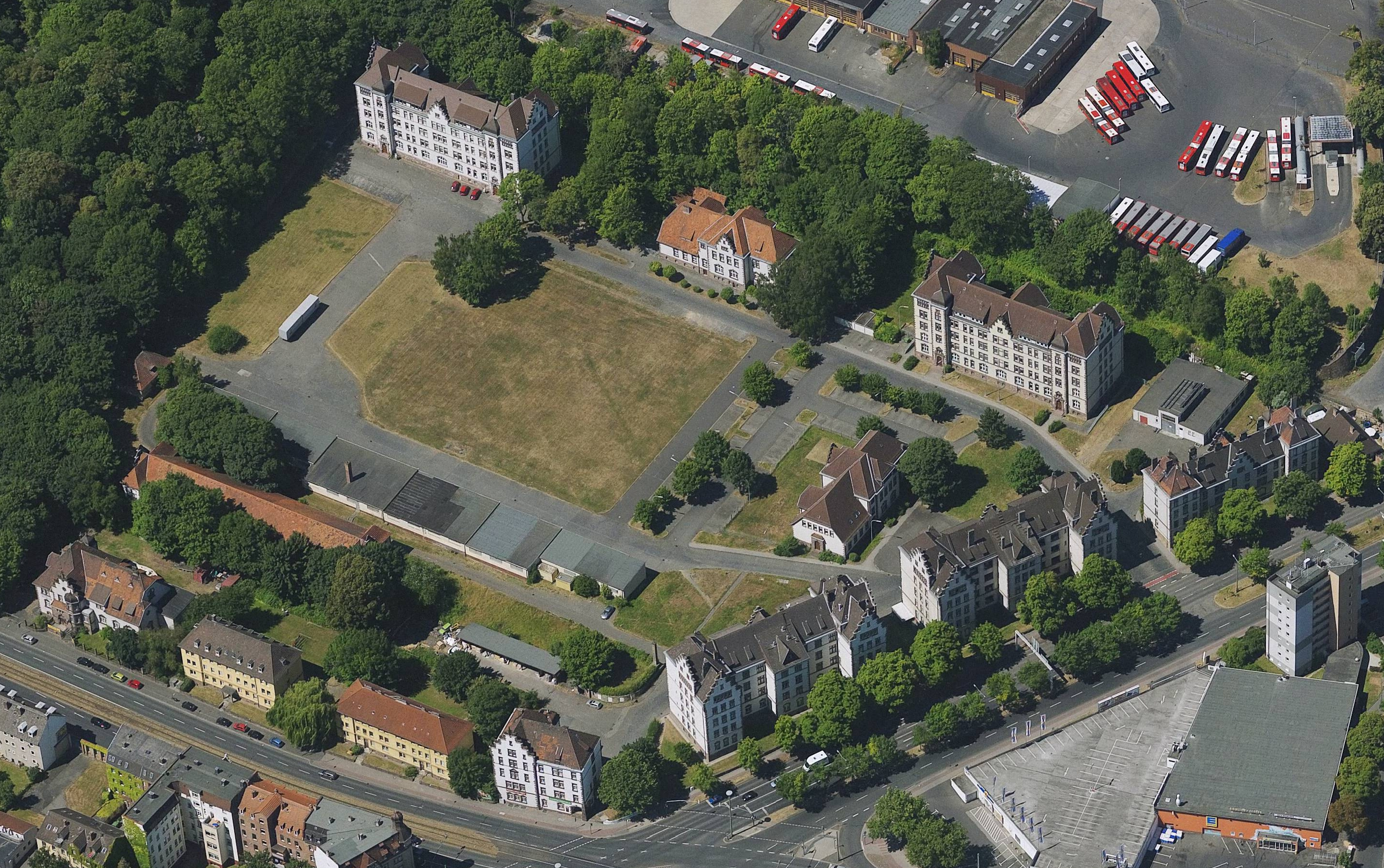
Sitz des Stabs: die Jägerkaserne in Kassel

Das Verteidigungsbezirkskommando 44 war ein Verteidigungsbezirkskommando der Bundeswehr mit Sitz des Stabs in Kassel. Hauptaufgabe des Kommandos war die Territoriale Verteidigung in seinem Verteidigungsbezirk.

## Geschichte

### Aufstellung
Das Verteidigungsbezirkskommando wurde zur Einnahme der Heeresstruktur II in den 1960er Jahren als Teil des Territorialheeres ausgeplant und dem Befehlshaber im Wehrbereich IV unterstellt. Angelehnt an die zivilen Verwaltungsgliederung entsprach der Verteidigungsbezirk in etwa dem Regierungsbezirk Kassel. Entsprechend war der Standort des Stabs Kassel.

### Auflösung
2001 wurde das Territorialheer aufgelöst. Die Wehrbereichskommandos und Verteidigungsbezirkskommandos wurden der neu aufgestellten Streitkräftebasis unterstellt. Die Wehrbereiche und Verteidigungsbezirke wurden grundlegend neu geordnet und ihre Anzahl wurde reduziert. In Hessen wurden die Verteidigungsbezirkskommandos 43 und 44 außer Dienst gestellt und deren Kommandobereiche, die etwa den Regierungsbezirken Darmstadt und Kassel entsprachen, dem Verteidigungsbezirkskommando 47 (entsprach bisher in etwa dem Regierungsbezirk Gießen) eingegliedert, das damit seinen Kommandobereich auf das gesamte Land Hessen ausdehnte.

## Gliederung
Das Verteidigungsbezirkskommando umfasste wie die meisten Truppenteile des Territorialheeres nur wenige aktive Soldaten. Erst im Verteidigungsfall konnte das Verteidigungsbezirkskommando durch die Einberufung von Reservisten und die Mobilmachung eingelagerten und zivilen Materials auf eine Truppenstärke anwachsen, die um 1989 etwa einer (kleinen) Brigade bzw. einem Regiment des Feldheeres entsprach. Die längste Zeit seines Bestehens untergliederte sich das Verteidigungsbezirkskommando abgeleitet von der zivilen Verwaltungsgliederung noch weiter in unterstellte Verteidigungskreiskommandos.

## Verbandsabzeichen

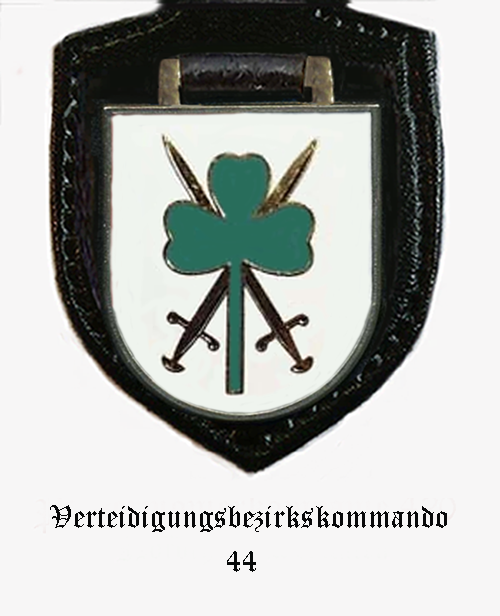
Internes Verbandsabzeichen des Stabes/Stabskompanie

Das Verteidigungsbezirkskommando führte aufgrund seiner Ausplanung als überwiegend nicht aktiver Truppenteil kein eigenes Verbandsabzeichen. Die wenigen aktiven Soldaten trugen daher das Verbandsabzeichen des übergeordneten Wehrbereichskommandos.
Als „Abzeichen“ wurde daher unpräzise manchmal das interne Verbandsabzeichen des Stabes und der Stabskompanie „pars pro toto“ für das gesamte Verteidigungsbezirkskommando genutzt. Es zeigte im Wesentlichen als Hinweis auf den Stationierungsraum als Figuren das Kleeblatt ähnlich wie im Kassler Stadtwappen sowie zwei gekreuzte Schwerter als Symbol das für Heer. Die gekreuzten Schwerter werden beispielsweise neben der schwarz-rot-goldenen Kokarde auf den Schirm- und Bergmützen des Heeres angebracht.